# Anders Andersson i Tavelsjö
Anders Andersson i Tavelsjö, född 1732 i Umeå landsförsamling, död 8 november 1795 i Umeå landsförsamling, var en svensk bonde, riksdagsman från 1769 och bondeståndets talman under riksdagen 1789 (efter talmannen Olof Olssons död 13 mars 1789) och riksdagen 1792.
En minnessten över honom, den så kallade "talmansstenen", är sedan 1990 rest utanför Tavelsjö kyrka.